# Universe (album)
Albums de Modern Talking
Victory
(2002) The Final Album
(2003)
Singles
Universe est le 12e album du groupe allemand Modern Talking sorti le 31 mars 2003. Cet album ne bénéficiera de quasiment aucune promotion, Dieter Bohlen venant d'intégrer le jury de la version allemande de la Nouvelle Star.

## Pistes
1. Crazy - 03:44
2. Under the Spotlight
3. All Night Long - 03:40
4. Mystery - 03:32
5. Everybody Needs Somebody - 04:08
6. Heart of an Angel - 04:09
7. Who Will Be There - 03:47
8. Knocking on My Door - 03:36
9. Should I, Would I, Could I - 03:45
10. Blackbird - 03:17
11. Life Is Too Short - 03:32
12. Nothing but the Truth - 03:20
13. Superstar - 03:41